# Tapirus augustus

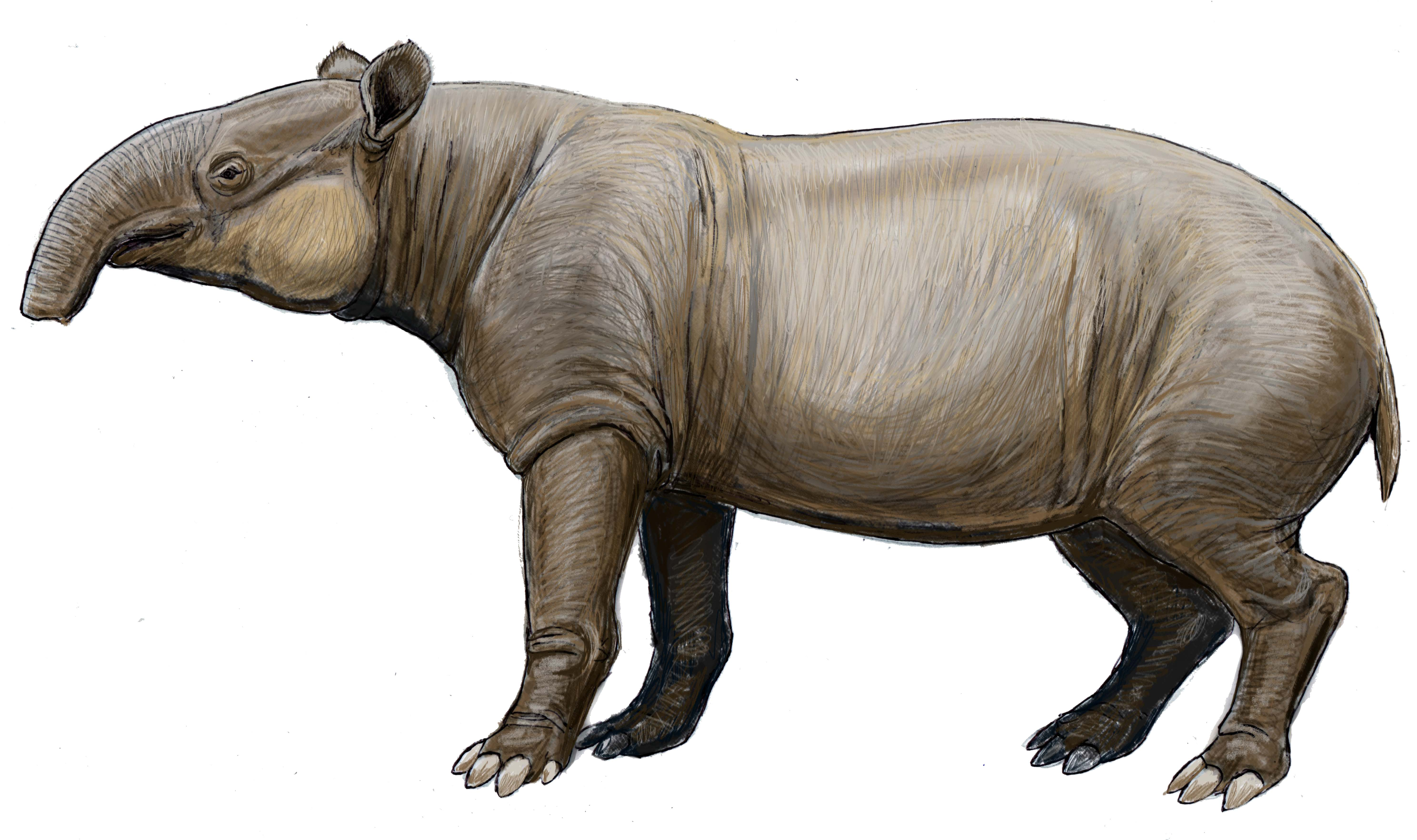
O restaurare a Tapirus augustus

Tapirul gigant (Tapirus augustus)  este o specie extinctă de tapir care a trăit în sudul Chinei. Există înregistrări care sugerează că a trăit și în  Java și Vietnam. Dovezi sugerează că specia a apărut pentru prima dată în Pleistocenul timpuriu și, probabil, a supraviețuit până în Holocenul timpuriu. A fost mai mare decât tapirul mediu modern, estimările variază de la 2,1 metri lungime și 0,9 metri înălțime până la umeri până la 3,5 metri lungime și 1,5 metri înălțime până la umeri. Este posibil să cântărească până la 500 de kilograme. Specia a fost plasată și în propriul său gen Megatapirus, cu toate acestea, acum este plasată convențional în Tapirus.